# Tatabánya
Tatabánya (ˈtɒtɒbaːɲɒ, in tedesco Totiserkolonie, in slovacco Banská Stará) è una città dell'Ungheria nord-occidentale. È il capoluogo della contea di Komárom-Esztergom.

## Geografia fisica
La città si trova nella valle tra i Monti Gerecse e le colline di Vértes, a circa 60 km a nord-ovest di Budapest. In virtù di questa posizione, la città è un nodo ferroviario e autostradale. L'autostrada M1 (E60, E75) da Vienna a Budapest passa ai limiti esterni della città, mentre la linea ferroviaria Vienna-Budapest passa attraverso la città.

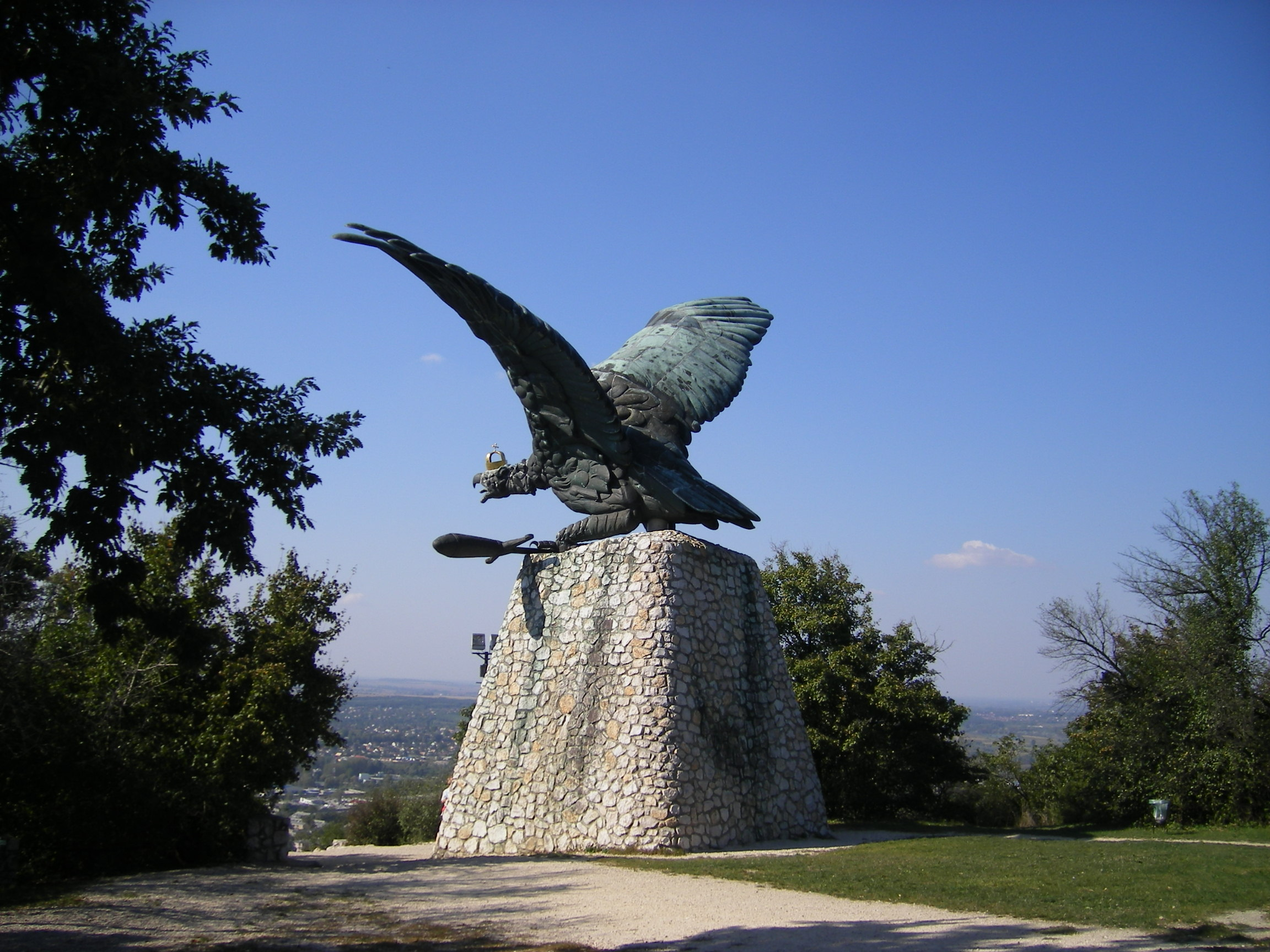
Il monumento al Turul, che domina la città dalla cima del monte Gerecse

## Economia

### Turismo
I principali luoghi di interesse turistico della città e dei dintorni sono:
- il monumento al Turul sulla cima dei monti Gerecse, che è la più grande statua che rappresenta un uccello in Europa;
- il Parco forestale dei Monti Gerecse;
- il castello medioevale di Tata ed il lago Öreg-tó (Old Lake) a pochi chilometri dalla città.

Alla fine del XIX secolo la scoperta di giacimenti di lignite nei dintorni di Tatabánya ha cambiato la vita del paese. Nel 1891 la Hungarian Universal Coalmine Inc. ha acquisiti i diritti di sfruttamento delle miniere, da allora i giacimenti di Tatabánya hanno dato al paese 170,5 milioni di tonnellate di lignite fino al 1987.
Tatabánya è anche sede di industrie meccaniche, metallurgiche (alluminio), del cemento, dei materiali da costruzione, chimiche, tessili e alimentari.

## Amministrazione

### Gemellaggi
- Aalen
- Będzin
- Christchurch
- Fairfield
- Iževsk
- Odorheiu Secuiesc
- Pazardžik